# آتارو اویکاوا
آتارو اویکاوا (انگلیسی: Ataru Oikawa؛ زادهٔ ۵ سپتامبر ۱۹۵۷) کارگردان فیلم، و فیلم‌نامه‌نویس اهل ژاپن است.